# 김지순 (배우)
김지순(金智順, 1982년 11월 3일~)은 대한민국의 배우이다. 오사카부 출신의 재일 한국인 3세이며, 치순(ちすん)으로 활동하고 있다.

## 출연작품
토호 영화사의 초성신 그란세이저에서 주요 악역으로 등장한 인펙터성인 루시아역으로 나왔다.

### 영화
- 2004년 《피와 뼈》
- 2005년 《박치기!》
- 2005년 《착신아리2》
- 2007년 《박치기! 러브 앤 피스》
- 2009년 《이케와 나》
- 2010년 《히어로쇼》
- 2011년 《쓰가루백년식당》
- 2018년 《게스트하우스》

### 드라마
- 2005년 - 2006년 《바람의 하루카》
- 2007년 《소에게 소원을》
- 2008년 《배터리》
- 2008년 《바티스타 수술팀의 영광》
- 2008년 《소아구명》
- 2009년 《리셋》
- 2009년 《명탐정의 규칙》
- 2009년 《버저 비트》
- 2010년 《신참자》
- 2010년 《유성》
- 2011년 《화차》

## 출신교
- 오사카조선고급학교(大阪朝鮮高級學校)

## 같이 보기
- 성선임